# Psusenés II
Psusenés II (em grego clássico: Ψουσέννης; romaniz.: Psousénnes) foi um faraó (rei) do Terceiro Período Intermediário que reinou de 959 a 945 a.C..